# Aleuropleurocelus granulata
Aleuropleurocelus granulata là một loài côn trùng cánh nửa trong họ Aleyrodidae, phân họ Aleyrodinae.
Aleuropleurocelus granulata được Sampson & Drews miêu tả khoa học đầu tiên năm 1941.